# Перелік адміністративно-територіальних одиниць України за найвищими точками
У цьому списку перелічено найвищі (відносно рівня моря) точки кожної з адміністративно-територіальних одиниць України. 

## Перелік адміністративно-територіальних одиниць України за найвищими точками
| Ранг | Адміністративна одиниця   | Найвища точка   | Висота, м | Місце розташування                        | Координати                                                            | Найближчий населений пункт | Місцезнаходження          |
| ---- | ------------------------- | --------------- | --------- | ----------------------------------------- | --------------------------------------------------------------------- | -------------------------- | ------------------------- |
| 1    | Закарпатська область      | Говерла         | 2060,8    | Чорногора, Українські Карпати             | 48°09′36″ пн. ш. 24°30′01″ сх. д. / 48.16000° пн. ш. 24.50028° сх. д. | Лазещина                   | Рахівський район          |
| 1    | Івано-Франківська область | Говерла         | 2060,8    | Чорногора, Українські Карпати             | 48°09′36″ пн. ш. 24°30′01″ сх. д. / 48.16000° пн. ш. 24.50028° сх. д. | Ворохта                    | Яремчанська міська рада   |
| 3    | Чернівецька область       | Яровиця         | 1574,4    | Яловичорські гори, Українські Карпати     | 47°48′23″ пн. ш. 25°00′49″ сх. д. / 47.80639° пн. ш. 25.01361° сх. д. | Верхній Яловець            | Путильський район         |
| 4    | АР Крим                   | Роман-Кош       | 1545,3    | Бабуган-яйла, Кримські гори               | 44°36′47″ пн. ш. 34°14′36″ сх. д. / 44.61306° пн. ш. 34.24333° сх. д. | Краснокам'янка             | Ялтинська міська рада     |
| 5    | Львівська область         | Пікуй           | 1408,3    | Вододільний хребет, Українські Карпати    | 48°49′48″ пн. ш. 23°00′02″ сх. д. / 48.83000° пн. ш. 23.00056° сх. д. | Верхнє Гусне               | Турківський район         |
| 6    | м. Севастополь            | Чуваш-Кой       | 1051,9    | Ай-Петринська яйла, Кримські гори         | 44°27′32″ пн. ш. 33°53′47″ сх. д. / 44.45889° пн. ш. 33.89639° сх. д. | Колхозне                   | Орлинівська сільська рада |
| 7    | Тернопільська область     | Попелиха        | 443,0     | Опілля, Подільська височина               | 49°21′19″ пн. ш. 24°50′55″ сх. д. / 49.35528° пн. ш. 24.84861° сх. д. | Мечищів                    | Бережанський район        |
| 8    | Хмельницька область       | Велика Бугаїха  | 400,6     | Товтри, Подільська височина               | 49°08′17″ пн. ш. 26°14′35″ сх. д. / 49.13806° пн. ш. 26.24306° сх. д. | Голенищеве                 | Чемеровецький район       |
| 9    | Рівненська область        |                 | 372,0     | Вороняки, Подільська височина             | 50°01′12″ пн. ш. 25°19′54″ сх. д. / 50.02000° пн. ш. 25.33167° сх. д. | Новоукраїнське             | Радивилівський район      |
| 10   | Вінницька область         |                 | 370,0     | Подільська височина                       | 49°08′50″ пн. ш. 27°36′52″ сх. д. / 49.14722° пн. ш. 27.61444° сх. д. | Комарівці                  | Барський район            |
| 11   | Луганська область         | Могила Мечетна  | 367,1     | Донецька височина                         | 48°15′47″ пн. ш. 38°52′51″ сх. д. / 48.26306° пн. ш. 38.88083° сх. д. | Тамара                     | Антрацитівський район     |
| 12   | Донецька область          |                 | 344,0     | Донецька височина                         | 48°16′09″ пн. ш. 38°31′45″ сх. д. / 48.26917° пн. ш. 38.52917° сх. д. | Рідкодуб                   | Шахтарський район         |
| 13   | Житомирська область       |                 | 330,0     | Словечансько-Овруцький кряж               | 51°20′39″ пн. ш. 28°13′47″ сх. д. / 51.34417° пн. ш. 28.22972° сх. д. | Городець                   | Овруцький район           |
| 14   | Запорізька область        | Бельмак-Могила  | 324,2     | Приазовська височина                      | 47°19′13″ пн. ш. 36°35′45″ сх. д. / 47.32028° пн. ш. 36.59583° сх. д. | Трудове                    | Більмацький район         |
| 15   | Одеська область           |                 | 292,6     | Подільська височина                       | 48°06′17″ пн. ш. 28°58′51″ сх. д. / 48.10472° пн. ш. 28.98083° сх. д. | Баштанків                  | Кодимський район          |
| 16   | Волинська область         |                 | 292,2     | Горохівська височина , Волинська височина | 50°23′50″ пн. ш. 24°47′52″ сх. д. / 50.39722° пн. ш. 24.79778° сх. д. | Брани                      | Горохівський район        |
| 17   | Черкаська область         |                 | 276,4     | Придніпровська височина                   | 49°00′49″ пн. ш. 29°45′53″ сх. д. / 49.01361° пн. ш. 29.76472° сх. д. | Половинчик                 | Монастирищенський район   |
| 18   | Київська область          |                 | 272,7     | Придніпровська височина                   | 49°25′59″ пн. ш. 30°35′39″ сх. д. / 49.43306° пн. ш. 30.59417° сх. д. | Круті Горби                | Таращанський район        |
| 19   | Кіровоградська область    |                 | 270,2     | Придніпровська височина                   | 48°09′00″ пн. ш. 31°40′43″ сх. д. / 48.15000° пн. ш. 31.67861° сх. д. | Кропивницьке               | Новоукраїнський район     |
| 20   | Миколаївська область      |                 | 255,6     | Придніпровська височина                   | 48°06′48″ пн. ш. 31°39′56″ сх. д. / 48.11333° пн. ш. 31.66556° сх. д. | Єлизаветівка               | Братський район           |
| 21   | Сумська область           |                 | 246,4     | Середньоруська височина                   | 50°44′17″ пн. ш. 35°26′52″ сх. д. / 50.73806° пн. ш. 35.44778° сх. д. | Високе                     | Краснопільський район     |
| 22   | Харківська область        |                 | 242,9     | Донецька височина                         | 49°00′25″ пн. ш. 37°18′59″ сх. д. / 49.00694° пн. ш. 37.31639° сх. д. | Довгеньке                  | Ізюмський район           |
| 23   | Чернігівська область      |                 | 222,6     | Поліська низовина                         | 51°57′04″ пн. ш. 32°57′43″ сх. д. / 51.95111° пн. ш. 32.96194° сх. д. | Березова Гать              | Новгород-Сіверський район |
| 24   | Дніпропетровська область  | Могила Васюкова | 211,4     | Приазовська височина                      | 48°05′55″ пн. ш. 36°19′48″ сх. д. / 48.09861° пн. ш. 36.33000° сх. д. | Маломихайлівка             | Покровський район         |
| 25   | Полтавська область        | Деївська        | 204,4     | Придніпровська височина                   | 48°58′37″ пн. ш. 33°26′11″ сх. д. / 48.97694° пн. ш. 33.43639° сх. д. | Садки                      | Кременчуцький район       |
| 26   | м. Київ                   | Левашовська     | 196,8     | Київські гори, Придніпровська височина    | 50°26′44″ пн. ш. 30°32′00″ сх. д. / 50.44556° пн. ш. 30.53333° сх. д. | Шовковична вулиця          | Печерський район          |
| 27   | Херсонська область        | Могила Ушкалка  | 101,9     | Причорноморська низовина                  | 47°24′38″ пн. ш. 34°06′05″ сх. д. / 47.41056° пн. ш. 34.10139° сх. д. | Ушкалка                    | Верхньорогачицький район  |